# Säkerhetsdatablad
Ett säkerhetsdatablad är ett datablad med information om bland annat eventuella hälso- och miljörisker samt andra egenskaper hos vissa kemiska produkter och beredningar.
I regel har distributörer och yrkesmässiga användare rätt att få säkerhetsdatablad från en tillverkare eller leverantör även för produkter i konsumentförpackning, medan konsumenter däremot inte är berättigade att få säkerhetsdatablad.

## De sexton rubrikerna
Som ett tillägg till FN-organet Internationella arbetsorganisationens (ILO) konvention om säkerhet vid yrkesmässig användning av kemikalier, togs 1990 en rekommendation fram. Bland annat rekommenderar den att säkerhetsdatablad skall innehålla följande 16 rubriker:
1. Namnet på ämnet/beredningen och bolaget/företaget
2. Farliga egenskaper
3. Sammansättning/information om beståndsdelar
4. Åtgärder vid första hjälpen
5. Brandbekämpningsåtgärder
6. Åtgärder vid oavsiktliga utsläpp
7. Hantering och lagring
8. Begränsning av exponeringen/personligt skydd
9. Fysikaliska och kemiska egenskaper
10. Stabilitet och reaktivitet
11. Toxikologisk information
12. Ekologisk information
13. Avfallshantering
14. Transportinformation
15. Gällande föreskrifter
16. Annan information

## Internationell användning

### Inom EU
Inom EU skall ILO:s sexton rubriker användas och för produkter som säljs på den svenska marknaden skall säkerhetsdatabladet vara skrivet på svenska.

#### Produkter med säkerhetsdatablad
Säkerhetsdatablad skall finnas
- till ämnen och blandningar som är klassificerade som farliga (till exempel hälsofarliga, brandfarliga eller explosiva)
- till blandningar som innehåller mer än 1 % farliga ämnen
- till blandningar av gaser som innehåller mer än 0,2 % farliga ämnen
- även i vissa andra fall

Ett enda säkerhetsdatablad kan användas för mer än ett ämne eller mer än en blandning, om informationen i det säkerhetsdatabladet uppfyller kraven i denna bilaga för varje ämne eller blandning. (Källa: EG nr 1907/2006 Förordning om registrering, utvärdering, godkännande och begränsning av kemikalier. Ändring EU nr 453/2010 i punkt 1.1)

### USA
I USA finns inget krav på hur säkerhetsdatabladet skall vara utformade, däremot finns ett krav att viss information, uppdelat i tolv punkter, skall tas med. Det finns dock två rekommenderade format, ett med de tolv punkter som skall finnas med, och ett nyare, efter en ANSI-standard, med ILO:s sexton punkter.

### Fotnoter
1. ↑  ILO-CIL, Chemicals Recommendation, 1990, No. 177.
2. 1 2  Kemikalieinspektionen, "Fakta om säkerhetsdatablad".
3. ↑  OSHA, "29 CFR 1910.1200(g) Hazard communication, Material Safety Data Sheets". Bestämmelserna i USA.
4. ↑  OSHA, "CPL 02-02-038 - CPL 2-2.38D - Inspection Procedures for the Hazard Communication Standard". Säkerhetsdatabladen nämns i (XII)(E), med förklaringar och rekommendationer i appendix A.
5. ↑  OSHA, Form 174.
6. ↑  Interactive Learning Paradigms Incorporated, The MSDS FAQ, ANSI. ANSI-standarden ANSI Z400.1-2004 "Hazardous Industrial Chemicals - Material Safety Data Sheets - Preparation".